# Phyllachora viridulocincta
Phyllachora viridulocincta är en svampart som beskrevs av Rehm 1897. Phyllachora viridulocincta ingår i släktet Phyllachora och familjen Phyllachoraceae.   Inga underarter finns listade i Catalogue of Life.